# Barbora Votíková
Barbora Votíková (Plzeň, 13 settembre 1996) è una calciatrice ceca, portiere dello Slavia Praga e della nazionale ceca.

## Carriera
Dopo due stagioni al Paris Saint-Germain, il 17 agosto 2023 Votíková viene ingaggiata a parametro zero dal Tottenham, nella Women's Super League, firmando un contratto biennale con il club inglese.

## Statistiche

### Presenze e reti nei club
Statistiche aggiornate al 27 marzo 2022.
| Stagione        | Squadra             | Campionato      | Campionato | Campionato | Coppe nazionali | Coppe nazionali | Coppe nazionali | Coppe internazionali | Coppe internazionali | Coppe internazionali | Altre coppe | Altre coppe | Altre coppe | Totale | Totale |
| Stagione        | Squadra             | Comp            | Pres       | Reti       | Comp            | Pres            | Reti            | Comp                 | Pres                 | Reti                 | Comp        | Pres        | Reti        | Pres   | Reti   |
| --------------- | ------------------- | --------------- | ---------- | ---------- | --------------- | --------------- | --------------- | -------------------- | -------------------- | -------------------- | ----------- | ----------- | ----------- | ------ | ------ |
| 2021-2022       | Paris Saint-Germain | D1              | 10         | -8         | CF              | 4               | -3              | UWCL                 | 3                    | -1                   |             | -           | -           | 17     | -12    |
| Totale carriera | Totale carriera     | Totale carriera | 10         | -8         |                 | 4               | -3              |                      | 3                    | -1                   |             | -           | -           | 17     | -12    |

## Palmarès

### Club
- Campionato ceco: 4

Slavia Praga: 2014-2015, 2015-2016, 2016-2017, 2019-2020
- Coppa della Repubblica Ceca femminile: 1

Slavia Praga: 2015-2016